# Колектори нафти й газу
Колектори нафти й газу (рос. коллекторы нефти и газа, англ. oil and gas reservoirs, нім. Erdöl-Erdgasspeicher m, Erdöl- und Gasspeicher m) — гірські породи-колектори здатні вміщати рідкі, газоподібні вуглеводні й віддавати їх у процесі розробки родовищ.

## Загальний опис
Критеріями належності порід до колекторів нафти та газу слугують величини проникності та місткості, зумовлені розвитком пористості, тріщинуватості, кавернозності. Величина корисної для нафти й газу ємності колектора залежить від вмісту залишкової водонафтонасиченості. Нижні межі проникності і корисної місткості визначають пром. оцінку пластів, вона залежить від складу флюїду і типу колектора. Частка пор, каверн і тріщин у фільтрації і місткості визначає тип колектора нафти та газу: поровий, тріщинний або змішаний.
Колекторами є породи різного речовинного складу і генезису, зокрема:
- теригенні,
- карбонатні,
- глинисто-кременисто-бітумінозні,
- вулканогенно-осадові.

За мінеральним складом нафтогазові колектори поділяються на кварцові, кварц-польовошпатові, карбонатні та евапоритові (хемогенні).
Продуктивні пласти-колектори характеризуються великим розмаїттям, що обумовлюється різним мінеральним складом скелета, типом міжзернового цементу, глинистістю, розміром пор і зерен породи та ін.
За типом порового простору виділяються наступні пласти-колектори:
- міжзернові,
- міжзерново-тріщінні,
- тріщинні,
- тріщинно-кавернові і кавернові.

Найзначніші запаси вуглеводнів зосереджені в каверно-поровому і поровому типах порід.
Основні фізичні характеристики порід-колекторів — густина, пустотність, проникність, характер структури пустотного простору, нафтогазоводонасиченість, поверхневі властивості, тепломісткість, стисливість та інші.
Пористість гірських порід характеризує наявність в них порожнин (пор). Саме завдяки пористості породи можуть вміщувати рідини і гази. Розрізняють загальну, відкриту та закриту пористість. Загальна пористість — сумарний об'єм відкритих та закритих пор мінералу або гірської породи. Відкрита пористість — об'єм пор, які сполучаються з атмосферою (або іншим середовищем в якому знаходиться порода (мінерал). Закрита пористість — об'єм пор, що не сполучаються із зовнішнім середовищем (обчислюється за різницею між загальною та відкритою пористостями).
У нафтогазовій геології виділяють ще й ефективну пористість — об'єм пор, який зайнятий рухомим флюїдом (нафтою, газом) при повному насиченні порового простору цим флюїдом. Вона є меншою за відкриту пористість на об'єм зв'язаних (залишкових) флюїдів.

## Спосіб визначення меж поширення колекторів при їх виклинюванні
Спосіб проведення нульової ізопахіти колекторів при їх виклинюванні, що передбачає: а) за доброї вивченості покладу — екстраполяцію закономірності зміни товщини колектора на геологічному профілі, побудованому не менше, ніж по трьох свердловинах, на ділянку в напрямі до свердловини, в якій виявлено його відсутність; б) за слабкої вивченості покладу — проведення нульової ізопахіти посередині відстані між двома свердловинами, в одній з яких встановлено наявність колектора, а в іншій — його відсутність.

## Спосіб визначення меж поширення колекторів при їх літолого-фаціальному заміщенні
Спосіб проведення умовної нульової ізопахіти колекторів при їх літолого-фаціальному заміщенні, який передбачає: 
а) за доброї вивченості покладу — встановлення кондиційної межі колектора по одному із параметрів, визначення на карті рівних значень відповідного параметра положення ізолінії, що відповідає величині кондиційної межі, і перенесення цієї ізолінії на карту ефективної товщини пласта як нульової ізопахіти; 
б) за слабкої вивченості покладу — проведення нульової ізопахіти посередині відстані між двома свердловинами, в одній з яких встановлена наявність колектора, а в другій — його відсутність.

## Стійкість колекторів
Флюїдоносні колектори мають певні міцнісні властивості. Показники стійкості порід залежать від їх структури, пористості, проникності, глибини залягання, властивостей і кількості насичуючих їх рідин і газів, а також ряду інших факторів.
Градація колекторів за стійкістю залежно від депресії:
– нестійкі — руйнуються при градієнті до 0,5 МПа/м;
– слабкостійкі — руйнуються при 0,5 — 10,0 МПа/м;
– середньо стійкі — руйнуються при 10,0 — 15,0 МПа/м;
– стійкі — не руйнуються при 15,0 МПа/м.
Руйнування колекторів і методи обмеження процесу їх руйнування
При перевищенні критичного градієнту тиску, коли процес руйнування можливий і швидкість фільтрації забезпечує винос частинок, руйнування може відбуватися тривалий час, так як в умовах утворення каверни максимум градієнта тиску зсувається до контуру пласта. Але в міру переміщення зони руйнування від стінки до контуру площа фільтрації збільшується, і при постійному дебіті свердловини зменшується швидкість фільтрації. Отже, навіть для неправильно обраного режиму експлуатації з виносом піску настає час, коли винесення припиняється. Тому для встановлення оптимального технологічного режиму експлуатації використання результатів лише короткочасного випробування пластів недостатньо. Для визначення дебіту або депресії, при яких відбувається руйнування привибійної зони, необхідні дані неодноразових або тривалих досліджень або дані експлуатації свердловин.
Методи обмеження процесу деформації колекторів: — підтримання мінімального градієнта, меншого, від допустимого його значення; — підтримання швидкості фільтрації, при якій не можливий винос частинок; — застосування механічного або хімічного способу кріплення вибою свердловини.
Другий спосіб в умовах руйнування пласта призводить до утворення піщаних пробок на вибої і псевдозрідженого шару в стовбурі свердловини. Отже, його треба застосовувати тільки в сукупності з першим способом.